# Verbascum amanum
Verbascum amanum är en flenörtsväxtart som beskrevs av Pierre Edmond Boissier. Verbascum amanum ingår i släktet kungsljus, och familjen flenörtsväxter. Inga underarter finns listade i Catalogue of Life.